# بهمن جهان‌تیغ
بهمن جهان‌تیغ یک بازیکن فوتبال اهل ایران است که در پست مهاجم بازی می‌کند.
وی همچنین سابقهٔ دعوت شدن به تیم ملی فوتبال امید ایران را در کارنامه دارد.